# Sueli Tortura
Sueli Terezinha Tortura (Ponta Grossa, 10 de agosto de 1966) é uma ex-árbitra de futebol brasileira.

## Biografia
Tortura é natural de Ponta Grossa, cidade no interior do estado do Paraná.
Iniciou sua carreira no futebol profissional no ano de 1955 e aposentou-se profissionalmente em 2007, porém continuou apitando competições amadoras. Era filiada a Federação Paranaense de Futebol (FPF) e foi a primeira mulher paranaense a fazer parte do quadro de árbitros da Federação Internacional de Futebol (FIFA). A árbitra já atuou em importantes competições como na Copa América Feminina e na Copa do Mundo de Futebol Feminino, entre outros campeonatos.
Após encerrar a carteira como árbitra, passou a trabalhar como cobradora de transporte coletivo. Em entrevista ao jornal Gazeta do Povo, no ano de 2016, teceu críticas ao então presidente da FPF, Afonso Vitor de Oliveira, em que criticava o 'machismo de sua gestão' e o 'detrimento da arbitragem feminina em relação à arbitragem masculina' e defendeu mais espaço para a árbitra paranaense Edina Alves Batista, que não tinha o mesmo espaço nas competições estaduais do Paraná do que nas de visibilidade nacional.

### Política
Filiada ao Partido Social Liberal (PSL), na eleição municipal de Curitiba em 2012, Tortura foi candidata a vereadora. Obteve apenas 178 votos e não foi eleita. Nas eleições estaduais no Paraná em 2014, disputou o cargo de deputada estadual, obtendo 142 votos, não sendo eleita.

#### Desempenho eleitoral
| Ano  | Cargo                       | Partido | Votos | Resultado  | Ref.   |
| ---- | --------------------------- | ------- | ----- | ---------- | ------ |
| 2012 | Vereadora de Curitiba       | PSL     | 178   | Não eleita | [ 12 ] |
| 2014 | Deputada estadual do Paraná | PSL     | 148   | Não eleita | [ 13 ] |